# Civia
Die spanischen Elektrotriebzüge des Typs Civia sind in die Baureihen 462, 463, 464 und 465 der Renfe eingereiht. Die letzte Ziffer kennzeichnet dabei die Zahl der Wagen. Die Züge wurden von 2002 bis 2010 von einem Konsortium aus Siemens Mobility und CAF beziehungsweise von Alstom für die Cercanías-Netze von Asturias, Barcelona, Cádiz, Madrid, Málaga, Sevilla, Valencia und Zaragoza gefertigt und ersetzten dort die Baureihen 440, 446 und 447 teilweise.
Mindestens 24 zweiteilige Civia-Triebzüge konnte Alstom nach Chile exportieren. Dort werden sie von der Empresa de los Ferrocarriles del Estado (EFE) in Valparaíso auf dem Tren Limache–Puerto und im Großraum Santiago eingesetzt. Alstom bezeichnet die Züge als X’Trapolis Modular.
Für den Schnellbahnverkehr des Tren Interurbano und Tren Suburbano in Mexiko-Stadt lieferte CAF ab 2020 zudem 30 fünfteilige Civia.

## Geschichte

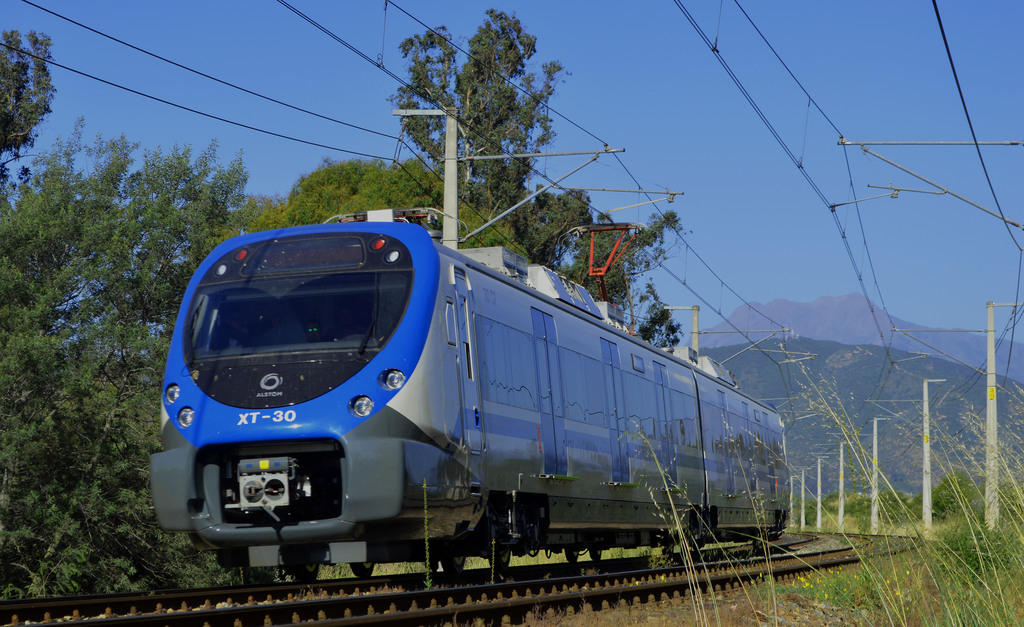
Zweiteiliger Civia in Chile

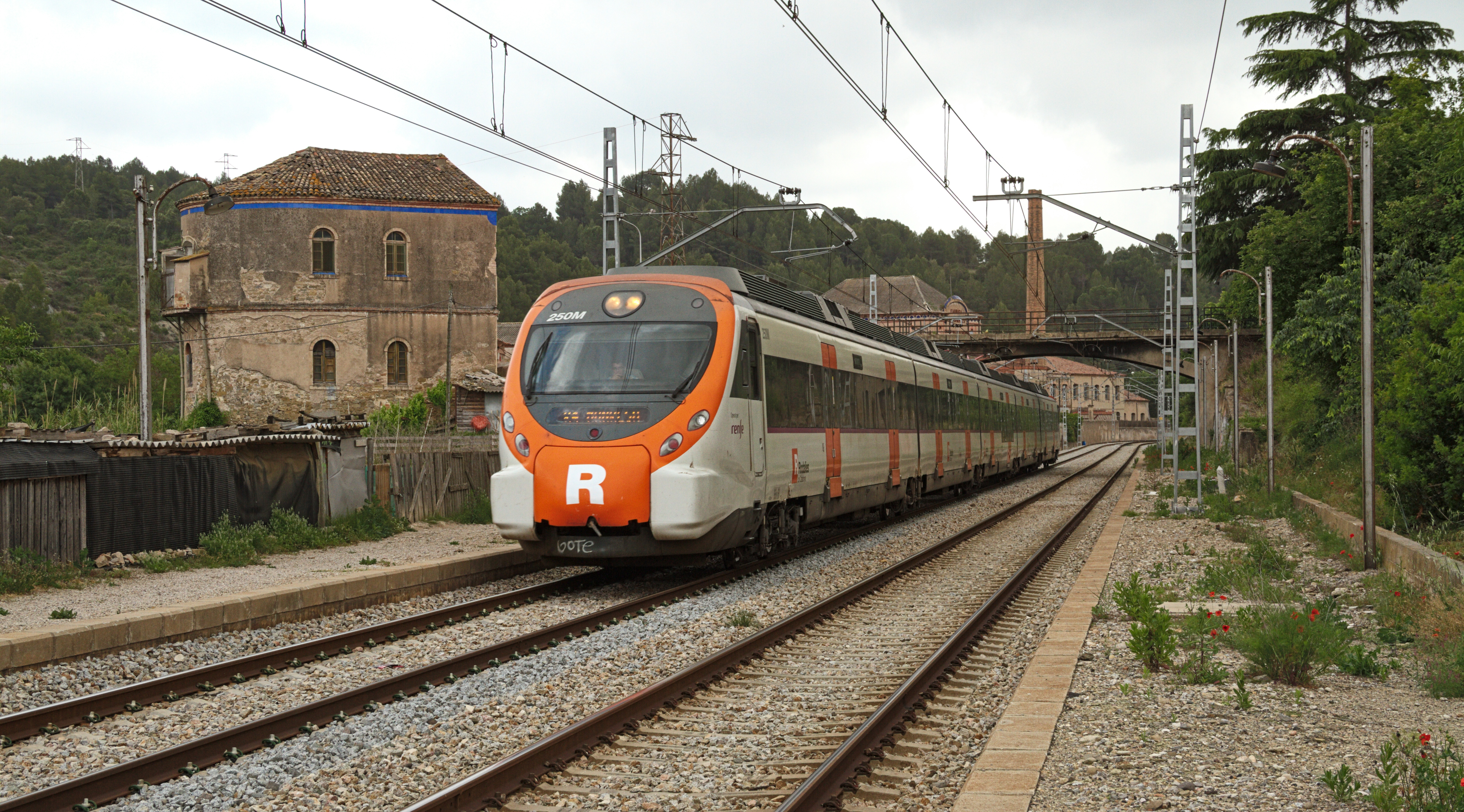
Civia in der Lackierung der Rodalies von Barcelona

Zur Jahrtausendwende plante die Renfe den Einsatz von gut beschleunigenden Elektrotriebzügen auf den Cercanías-Linien in den Ballungsräumen. Ursprünglich unter dem Namen Cercanías 2000 entwickelt, wurden die Triebzüge bald in Civia umbenannt.
Mit 14 Zügen der Serie Civia I begann um 2000 die Produktion bei CAF, Alstom und Siemens. Es handelte sich um drei Zwei-, drei Drei-, sechs Vier- und zwei Fünfwagenzüge. Im Oktober 2003 wurden für rund 400 Millionen Euro 80 Triebzüge der zweiten Serie bestellt (Civia II), zur Hälfte bei dem Konsortium CAF-Siemens und bei Alstom. Ein Jahr später nahmen die ersten Civia-Triebzüge den Fahrplanbetrieb auf. Die dritte Serie umfasst ebenfalls 80 Züge. 11 Fünfteiler, 28 Vierteiler und ein Dreiteiler wurden von Alstom produziert, während CAF-Siemens 40 Fünfteiler lieferten. Die Herstellung der vierten Serie (Civia IV), bestehend aus 60 Fünfwagenzügen, wurde gleichermaßen zwischen beiden Fabriken aufgeteilt. Mit 32 Fünfteilern bestellte die Renfe 2009 die fünfte und letzte Serie.

## Technik

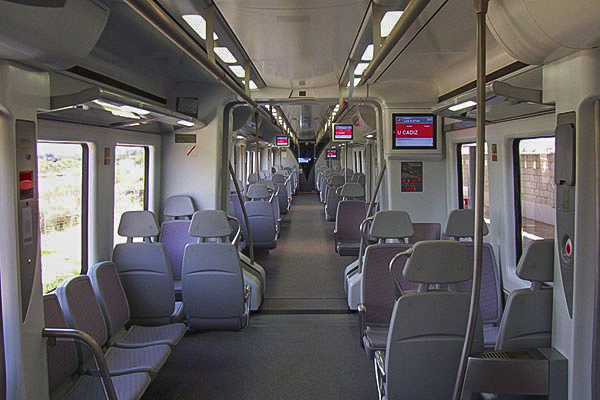
Innenraum

Die Civia-Züge sind nach dem Baukastensystem aufgebaut: Zwei- bis Fünfwagenzüge können aus vier Wagentypen gebildet werden. Es gibt zwei Varianten der Endwagen (A1 und A2), Mittelwagen mit Niederflureinstieg und Toilette (A3) und hochflurige Mittelwagen (A4). In allen Züge außer den Zweiteilern gibt es einen barrierefreien A3-Wagen mit abgesenktem Wagenboden zwischen den Drehgestellen, um möglichst viele Züge zugänglich zu machen. Der Hersteller und die Serie spielen bei der Zugbildung in der Werkstatt keine Rolle.
Die Wagenkästen bestehen aus Aluminium, die Frontseiten aus glasfaserverstärktem Kunststoff. Aufgrund der Verwendung von Jakobs-Drehgestellen ist die Achszahl und damit das Gewicht gegenüber älteren Baureihen reduziert. Gegenüber der Baureihe 446 konnte der Stromverbrauch auf 4,28 kW/h mehr als halbiert werden. Die Jakobs-Drehgestelle werden mit je zwei über IGBTs angesteuerte und 320 kW leistende Asynchronmaschinen angetrieben, während die beiden Drehgestelle an den Enden antriebslos sind.
Die Civia-Züge sind durchgängig begehbar und mit zwei 1,3 Meter breiten Türen pro Seite und Wagen ausgestattet. Der Einstieg erfolgt über eine ausklappbare Trittstufe, nur der Wagentyp A3 bietet an einer Tür einen ebenerdigen Einstieg an niedrigen Bahnsteigen. Es wurden Fahrgastinformationssysteme und Videoüberwachung eingebaut. Die Wagen für Chile sind an hohe Bahnsteige angepasst, es gibt keine Klapptrittstufen und an Stelle von Schiebetritten feste Tritte vor den Einstiegen. 
Bislang verkehren die spanischen und chilenischen Triebzüge ausschließlich auf Breitspurstrecken (1668, in Chile 1676 mm) unter 3000 Volt Gleichspannung. Ihre Höchstgeschwindigkeit beträgt dort 120 km/h. Ein Umbau auf Normalspur und 25 kV mit 50 Hz ist möglich. In diesem Fall könnte die Höchstgeschwindigkeit auf 160 km/h angehoben werden.
Die hochflurigen Züge für Mexiko sind dagegen normalspurig und verkehren unter Wechselstrom mit 25 kV Spannung und einer Frequenz von 60 Hertz. Als Fünfwagenzüge sind sie knapp 99 Meter lang und bieten 326 Sitz- und 393 Stehplätze.

## Wasserstoff-Versuchszüge (FCH2Rail)
Im Rahmen des Projekts FCH2Rail («Brennstoffzelle-Hybrid-Powerpack für die Eisenbahn») wurden zwei dreiteilige Civia-Triebzüge mit Brennstoffzellen und Batterien ausgestattet. Die Züge führen unter anderem Testfahrten auf der nicht elektrifizierten Bahnstrecke Saragossa–Canfranc durch. An dem 14 Millionen Euro teuren Projekt sind neben CAF unter anderem die Renfe, ADIF, Toyota und das DLR beteiligt.